# Messier 13
Messier 13 (sau M13 sau Roiul Globular din Hercule sau încă Marele Roi Globular din Hercule) este un obiect ceresc care face parte din Catalogul Messier, întocmit de astronomul francez Charles Messier. Coordonatele sale cerești sunt: ascensie dreaptă 16h 41m 41,44s și declinație +36° 27′ 36,9″. Cu o magnitudine aparentă de 5,8, acesta este abia vizibil cu ochiul liber pe o noapte fără turbulențe atmosferice și fără Lună. Diametrul său este de aproximativ 23 de minute de arc și este ușor vizibilă cu telescoape mici. 
În apropiere este NGC 6207, o galaxie cu magnitudinea 12, cu o magnitudine de 12, la 28 de minute de arc spre nord-est. O galaxie mică, IC 4617, se află la jumătatea distanței dintre NGC 6207 și M13, la nord-nord-est de centrul marelui roi globular.

## Descoperire și vizibilitate
M13 a fost descoperit de Edmond Halley, în 1714, și catalogat de către Charles Messier la 1 iunie 1764. John Bevis a menționat obiectul în Celestial Atlas, (în română Atlas ceresc) pe care l-a creat și a fost tipărit postum în 1786.
În apropiere se află NGC 6207, o galaxie cu magnitudinea 12, care este situată la 28 de minute de arc spre nord-est. O galaxie mică, IC 4617, se află la jumătatea distanței dintre NGC 6207 și M13, la nord-nord-est de centrul marelui roi globular.
Recent galaxia NGC 6207 a produs o supernovă de tip II (SN 2004A).

## Caracteristici
Fiind compus din peste 500.000 de stele, M13 este și unul dintre cele mai bătrâne obiecte astronomice: vârsta sa este estimată de la 12 până la 14 miliarde de ani. Apare cu un diametru de 20 de minute de arc, adică un diametru real de 150 de ani-lumină. Totodată are particularitatea de a conține numeroase stele tinere (apartenernța acestora la roi a fost confirmată de viteza lor unghiulară), ceea ce este neobișnuit pentru un roi de această vârstă: oamenii de știință cred că aceste stele tinere nu s-au născut în interiorul roiului ci, mai degrabă, au fost capturate de roi.
Ies în evidență, între alte stele ale roiului, o stea strălucitoare, care este o gigantă roșie, o stea variabilă, V11, cu o magnitudine aparentă de 11,95.
M13 se află la distanța de 25.100 de ani-lumină de Pământ.

### Mesajul Arecibo
M13 a fost utilizat, în 1974 (la 16 noiembrie), ca țintă pentru trimiterea unui mesaj adresat unei potențiale civilizații extraterestre. Acest mesaj a fost transmis de la Observatorul Arecibo, care participă și la proiectul SETI. Conținea informații ca cifrele, numărul atomic al hidrogenului, al carbonului, al azotului, al oxigenului și al fosforului, date privitoare la acidul dezoxiribonucleic, la forma și talia ființei omenești, populația terestră, la poziția Pământului în Sistemul Solar. Îi trebuie 25 000 de ani să ajungă la destinație (și tot atât să se primească un eventual răspuns).
Motivul pentru care a fost ales Messier 13 a fost că, roiul având o densitate mare de stele, șansele de a găsi acolo o planetă extrasolară cu formă de viață inteligentă au fost considerate a fi mai mari.
Trimiterea mesajului a constituit mai degrabă o demonstrație tehnologică, decât o încercare reală de a contacta o formă de viață inteligentă extraterestră.

## Observare

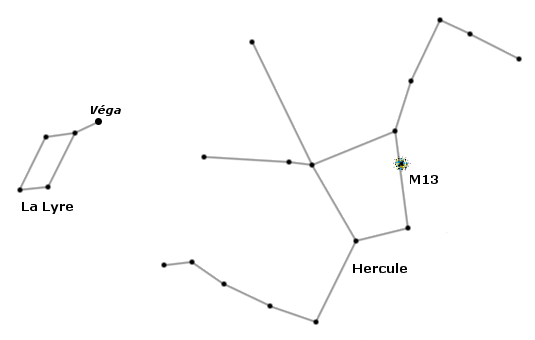
Schema constelațiilor Hercule și Lyra.

Cu o magnitudine aparentă de 5,8, pe un cer întunecat, fără turbulențe atmosferice, și în absența Lunii și a oricăror surse artificiale de lumină, se poate distinge cu ochiul liber. Cu un binoclu de 7x30 sau de 10x50, se obține o pată flu, dar șansele de a observa stele constitutive sunt slabe. Rezolvarea în stele începe cu telescoape mici (de exemplu: 114/900); cu un telescop având obiectivul cu diametrul de 200 mm, se pot observa, cu ușurință, zeci de stele diferite, cu magnitudinea de până la 14, iar roiul este rezolvat.
Căutarea este foarte ușoară. Constelația Hercule formează un trapez: dacă se plasează cu latura mare în sus, roiul M13 se găsește pe partea dreaptă a trapezului, la circa o treime din înălțime (pornind din colțul superior drept).
Perioada optimă de observare este seara, din luna aprilie până în octombrie. M13 poate fi observată de pe ambele emisfere ale Pământului, însă declinația nordică a obiectului îi favorizează puternic pe observatorii aflați în emisfera nordică; pentru observatorii din regiunile boreale, obiectul este foarte sus în nopțile de vară. Pentru observatorii aflați în emisfera sudică, obiectul se află mult mai jos pe bolta cerească, cu excepția zonelor apropiate de Ecuator. Cu toate acestea, acesta Messier 13 este vizibil din aproape toate zonele locuite de pe Pământ.
Primul astronom care a rezolvat în stele obiectul M13 a fost William Herschel.